# Robert Morrachini
 (juillet 2025).
Motif : Les seules sources consacrées à cette personne datent du jour de sa mort
- Archive Wikiwix
- Bing
- Cairn
- DuckDuckGo
- E. Universalis
- Gallica
- Google
- G. Books
- G. News
- G. Scholar
- Persée
- Qwant
- (zh) Baidu
- (ru) Yandex
- (wd) trouver des œuvres sur Wikidata

| 1. | Préciser le motif de la pose du bandeau. | Précisez le motif de la pose du bandeau en utilisant la syntaxe suivante : {{admissibilité à vérifier\|date=juillet 2025\|motif=remplacez ce texte par le motif}}                      |
| 2. | Informer les utilisateurs concernés.     | Pensez à avertir le créateur de l'article, par exemple, en insérant le code ci-dessous sur sa page de discussion : {{subst:avertissement admissibilité à vérifier\|Robert Morrachini}} |

Robert Moracchini, né le 6 juin 1959 à La Porta et mort le 29 mars 2025 à Bastia, est un membre du grand banditisme corse et un des fondateur du gang de la Brise de Mer,.

## Parcours criminel présumé
Il est décrit comme un proche de plusieurs figures du milieu corse. Selon les enquêteurs, il aurait été impliqué dans des activités criminelles à partir des années 1980, notamment dans le domaine de l’extorsion, des jeux illégaux et du blanchiment d'argent.
Il serait également un des fondateur du gang de la Brise de mer.

### Historique judiciaire
Le 14 septembre 1982, Daniel Ziglioli, un patron de boîte de nuit est assassiné. Cela fait suite à l'assassinat de Louis Memmi le 10 septembre 1981 qui était supposé être un parrain local et qui avait pris la défense de Ziglioli lors d'une tentative d'intimidation venant de la Brise de mer.
En conséquence son frère, Gérard Ziglioli entreprend une vengence. Tout d’abord, leur quartier général est visé. Le 28 novembre 1982, alors que cinq individus conversent dans l’arrière-salle du bar La Brise de Mer, la porte s’ouvre brusquement et une violente explosion retentit. La charge, estimée à environ 200 grammes, pulvérise les portes, les fenêtres, les tables et le comptoir. La première pièce est complètement détruite, le sol recouvert de débris. Par chance, aucun des présents n’est gravement blessé.
Quelques semaines plus tard, un nouvel attentat cible un membre du groupe. Le 28 décembre 1982, la maison familiale de Georges Seatelli, surnommé « le Gris », explose. Ce dernier, qui a définitivement abandonné ses études de droit à Aix-en-Provence pour rejoindre les rangs du clan, voit sa demeure soufflée en plein jour. Située à Cardo (Haute-Corse), sur les hauteurs de Bastia, la maison est détruite par un dispositif composé de deux bouteilles de gaz et de plusieurs kilos de dynamite, destiné à la faire disparaître entièrement.
Finalement, le 14 avril 1983, Gérard Ziglioli est assassiné à son tour.
En mai 1985, il comparaît avec Georges Seatelli et Pierre‑Marie Santucci pour l’assassinat de Daniel Ziglioli.
Le procès, tenu à Dijon pour des raison de sécurité mobilise 80 policiers, tireurs d’élite, CRS, maître-chiens et démineurs, les preuves à première vue accablante débouche sur un acquittement le 1 juin 1985, après des rétractations de témoins possiblement à cause de pression exercé, en particulier le policier affirmant avoir vu Moracchini jeté l'arme du crime (Colt 45) dans le fleuve où elle à été retrouvé revient sur ces déclaration,,.
Le 17 octobre 1986, en vertu d'une commission rogatoire délivrée par Michel Huber, juge d'instruction au TGI de Bastia, les policiers de l'OCRB et du SRPJ d'Ajaccio, assistés d'enquêteurs de la Brigade Nationale des Enquêtes Économiques, procédaient à plusieurs interpellations et perquisitions visant les propriétaires, dirigeants et gérants de quatre établissements : le café "Palais des Glaces", la discothèque "Le Saint-Nicolas", le bar "Le Continental" à Bastia et la discothèque "L'Apocalypse" à Biguglia. Treize personnes, dont Robert Moracchini (celui-ci roulait en Porsche immatriculée au nom de sa mère), porteur de parts majoritaires du débit de boissons "Le Continental" et Gilbert Voillemier gérant de la discothèque "L'Apocalypse", étaient placés en garde à vue,.
Aucun élément à charge ne permettait leur mise en cause dans l'association de malfaiteurs poursuivie. En revanche, des procédures économiques et financières étaient établies. Des faits d'abus de biens sociaux étaient retenus à l'encontre de Robert Morrachini et des infractions formelles à la législation sur les sociétés commerciales étaient reprochées à Gilbert Voillemier.
En 1987, Moracchini est condamné à 20 mois de prison dont 12 avec sursis pour abus de biens sociaux,.

### Vie personnelle
À partir des années 2000, Robert Moracchini prend ses distances avec le milieu criminel. En se tenant à l’écart de la guerre de succession qui éclate en 2008 au sein du grand banditisme corse, il se reconvertit dans le commerce à Bastia, où il tient un bistrot ainsi qu’un bureau de tabac.
En mai 2023, à 63 ans, il réussit l’ascension du mont Everest.

## Assassinat
Le 29 mars 2025, il est abattu de plusieurs balles à Bastia alors qu’il se trouvait à proximité de son domicile. Selon une source policière, un tireur s’est approché des lieux à pied avant d’ouvrir le feu à une dizaine de reprises avec une arme de poing de calibre 9 mm. Une enquête est ouverte par la police judiciaire.